# Brachygaster aethiopicus
Brachygaster aethiopicus är en stekelart som beskrevs av Paolo Magretti 1908.
Brachygaster aethiopicus ingår i släktet Brachygaster och familjen hungersteklar. Inga underarter finns listade i Catalogue of Life.